# Jerzy Bonkowicz-Sittauer

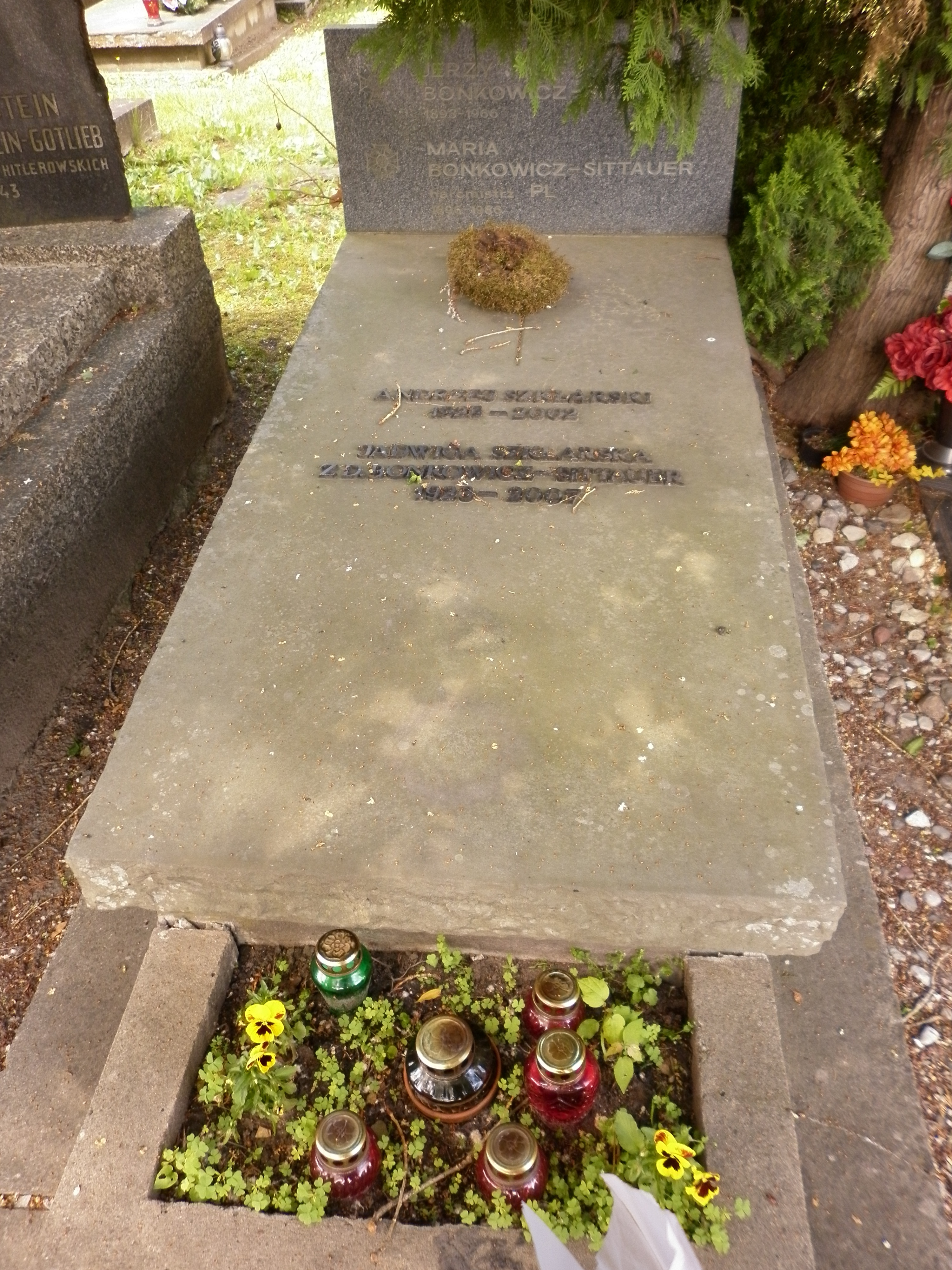
Nagrobek rodziny Bonkowicz-Sittauer

Jerzy Karol Bonkowicz–Sittauer (ur. 12 grudnia 1893 w Czaharach, zm. 12 października 1966 w Warszawie) – kapitan piechoty Wojska Polskiego, działacz społeczny i rolniczy, kawaler Orderu Virtuti Militari, osadnik wojskowy, starosta w II Rzeczypospolitej.

## Życiorys
Urodził się 12 grudnia 1893 w Czaharach, w ówczesnym powiecie zbaraskim Królestwa Galicji i Lodomerii, w rodzinie Oskara, dzierżawcy majątku, i Jadwigi z Wolfarthów. Od 1904 uczył się kolejno w I Szkole Realnej Krakowie i Wyższej Szkole Realnej w Tarnowie, w której w 1912 zdał egzamin maturalny z odznaczeniem. Był organizatorem I tarnowskiej drużyny skautowskiej, pracował w Głównej Kwaterze Skautowskiej we Lwowie, prowadził 2 lwowską drużynę skautowską. W latach 1912–1914 studiował na Wydziale Inżynierii Lądowej Politechniki Lwowskiej, był w tym czasie członkiem Polskiego Towarzystwa Gimnastycznego „Sokół Macierzy”.
1 sierpnia 1914 został wcielony do armii austriackiej, jako jednoroczny ochotnik i przydzielony do Kadry 20 pułku piechoty na stanowisko instruktora. 3 września tego roku został skierowany do szkoły oficerów rezerwy w Freibergu, następnie służył od 1 stycznia 1915 jako dowódca sekcji i plutonu w 95 pułku piechoty. W marcu 1915 dostał się do niewoli rosyjskiej, w której przebywał do 1918. 
10 listopada 1918 jako ochotnik wstąpił do polskiego 57 pułku piechoty w Tarnowie. 20 listopada na własną prośbę został przeniesiony do Legii Oficerskiej w Przemyślu. 23 grudnia 1918 został odkomenderowany do grupy podpułkownika Józefa Sopotnickiego w charakterze oficera ordynansowego. 8 stycznia 1919 został mianowany porucznikiem piechoty ze starszeństwem od 1 listopada 1918. 13 marca został przydzielony do grupy pułkownika Franciszka Paulika w charakterze adiutanta. 15 maja 1919 został przeniesiony do 8 pułk piechoty Legionów na stanowisko adiutanta, a 6 sierpnia 1919 do Dowództwa VI Brygady Piechoty Legionów. 18 grudnia 1919 otrzymał tytuł „adiutant sztabowy”. 15 czerwca 1920 został przydzielony do Dowództwa 13 Dywizji Piechoty na stanowisko szefa Oddziału V. 
Od 1 lutego 1921 do 1 kwietnia 1922 był przedstawicielem Ministerstwa Spraw Wojskowych w Powiatowej Komisji Nadawczej w Równem, od 1 kwietnia 1922 do 30 kwietnia 1925 oddelegowany do Gabinetu Ministra Spraw Wojskowych (formalnie był przydzielony do 43 pułku piechoty, był m.in. referentem Wydziału Osad Wojskowych. Został awansowany do stopnia kapitana piechoty ze starszeństwem z dniem 1 czerwca 1919. 
Był organizatorem osadnictwa wojskowego, założycielem Spółdzielni Osadników, którą kierował jego brat Stanisław (zm. 1930). Obaj otrzymali ziemię-majątek Tynne w osadzie wojskowej Hallerówka (powiat rówieński); zamieszkali tam rodzice obu braci. Współtworzył Związek Osadników Wojskowych, został wybrany pierwszym przewodniczącym (1922–1923). Pełnił funkcję redaktora naczelnego dwutygodnika „Osadnik” (od 1923), następnie pisma „Rolnik i Zagroda” (1925–1929). Od połowy lat 20. był organizatorem Korespondencyjnych Kursów im. Staszica.
Z dniem 30 kwietnia 1925 został przeniesiony w stan nieczynny na przeciąg 12 miesięcy, bez poborów. Z dniem 1 maja 1926 przedłużono mu stan nieczynny na dalsze 12 miesięcy. 9 września 1927 wrócił ze stanu nieczynnego do 43 pp i został przydzielony do szkoły podoficerskiej. Z dniem 30 września 1927 został przeniesiony do rezerwy.
W 1927 wstąpił do służby państwowej, pracował początkowo jako urzędnik w Urzędzie Wojewódzkim Wołyńskim (od 20 sierpnia do 30 września 1927), następnie jako prowizoryczny zastępca starosty w Kowlu od 17 grudnia 1927 do 31 maja 1928 jako kierownik starostwa powiatu lubomelskiego, od 31 maja 1928 do 28 czerwca 1929 prowizoryczny starosta, a od 28 czerwca 1929 do 27 lutego 1933 starosta powiatu łuckiego, od 27 lutego 1933 do 29 lipca 1936 prowizoryczny starosta powiatu dubieńskiego, od 29 lipca 1936 do 3 czerwca 1939 w Urzędzie Wojewódzkim Wołyńskim. Następnie pracował w Ministerstwie Rolnictwa.
Po wybuchu II wojny światowej wraz z urzędnikami ministerstwa ewakuował się na obszar Rumunii. Tam spędził czas wojny. Pełnił funkcję kierownika Ośrodka Polaków w mieście Krajowej. Po nadejściu frontu wschodniego w 1944 został 24 marca 1945 zatrzymany przez władze sowieckie i przetransportowany do Warszawy, z więzienia wypuszczono go w maju 1946. Po zwolnieniu był pracownikiem Delegatury ds. Wybrzeża, kierowanej przez Eugeniusza Kwiatkowskiego. 13 kwietnia 1953 został aresztowany i do 30 kwietnia 1954 osadzony w więzieniu w Warszawie. Po odzyskaniu wolności pracował m.in. w Ministerstwie Przemysłu i Rolnego i Spożywczego oraz w Związku Plantatorów Roślin Okopowych. W 1960 odszedł na emeryturę.
Zmarł 12 października 1966 w Warszawie. Został pochowany na Cmentarzu Wojskowym na Powązkach (kwatera FIII-0-12).
Jego żoną w 1922 została Maria z Dobieckich (1896–1986), harcmistrz Polski Ludowej, z którą miał córki Marię, Jadwigę (1923–2007, po mężu Szklarska, uczona w dziedzinie nauk rolniczych) oraz Sławomirę.

## Ordery i odznaczenia
- Krzyż Srebrny Orderu Virtuti Militari nr 112[1] – 17 maja 1921[20]
- Krzyż Kawalerski Orderu Odrodzenia Polski – 27 listopada 1929 „za zasługi na polu pracy społeczno-oświatowej na terenie województw wschodnich”[21]
- Złoty Krzyż Zasługi – 8 lipca 1929 „za zasługi na polu pracy społeczno-rolniczej”[22]
- Odznaka pamiątkowa „Orlęta”[23]
- Gwiazda Przemyśla[24]
- Odznaka Pamiątkowa Frontu Litewsko-Białoruskiego[24]
- Odznaka Pamiątkowa Frontu Wołyńskiego[25]
- Złota Odznaka Honorowa Ligi Obrony Powietrznej i Przeciwgazowej[25]
- Srebrna Odznaka Ligi Morskiej i Kolonialnej[25]

## Publikacje
- Osadnictwo wojskowe (1933).
- Planowanie postępu rolniczego (1938, współautorzy: Michał Batalin; Stefan Czarnocki).
- Elbląg i okolica (1949, współautorka: Maria Bonkowicz-Sittauer).